# CIMBA

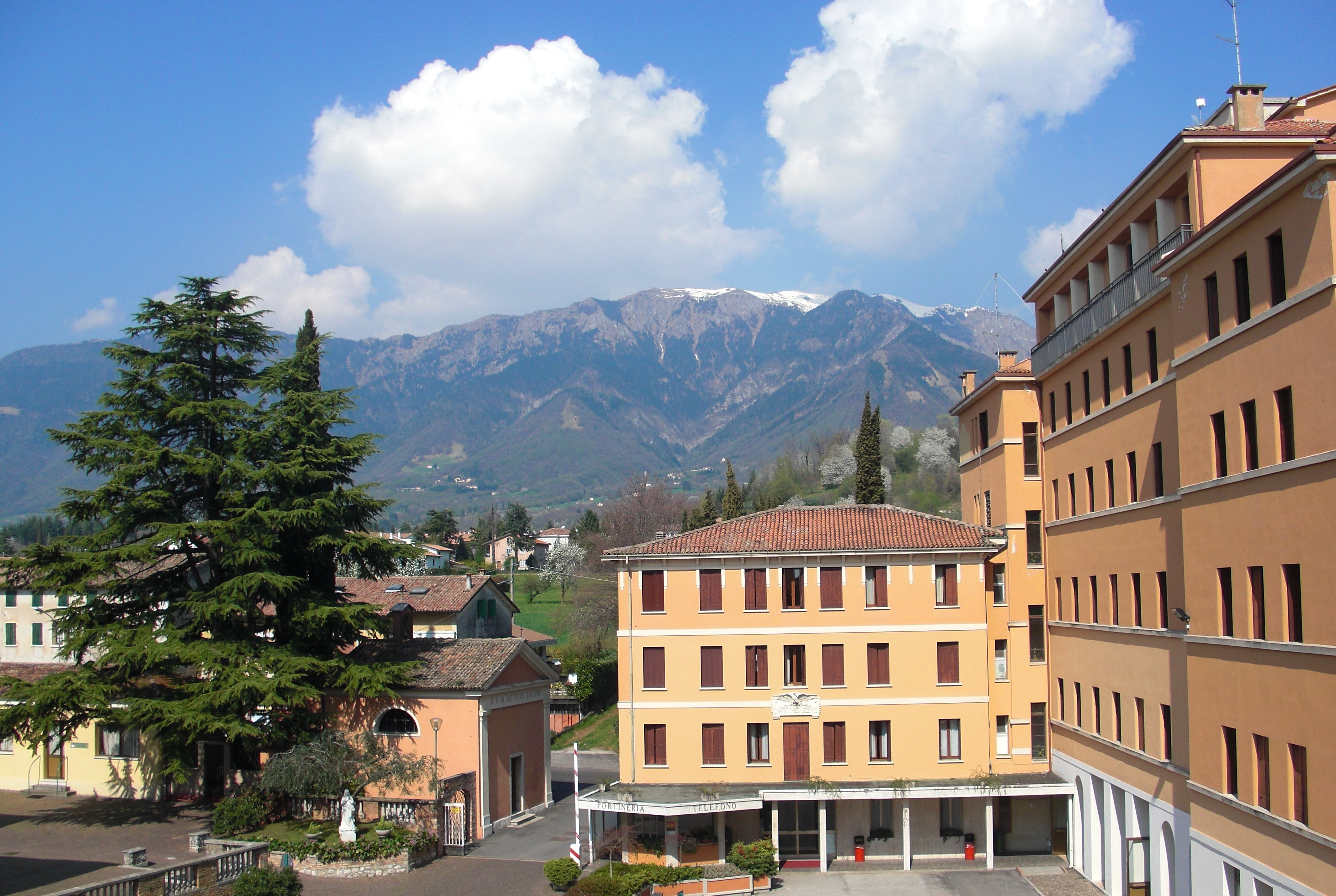
il Campus CIMBA a Paderno del Grappa, Italia

CIMBA è una scuola di formazione nata in Italia nel 1991, fondata dal Dr. Alan H. Ringleb. Supportata da un consorzio di 36 Università americane, offre corsi di formazione manageriale e sviluppo personale con focus sulle Neuroscienze e sullo sviluppo della Leadership.  I programmi si svolgono in un contesto internazionale nel campus di Paderno del Grappa (TV).
Tra i programmi proposti il Master in Business Administration (MBA), un programma accademico post laurea in gestione aziendale riconosciuto a livello internazionale e accreditato AACSB. Il diploma finale viene rilasciato dalla University of Iowa. Master in Business Administration

## Le Università del Consorzio
CIMBA collabora con un consorzio di 36 università degli Stati Uniti per creare un network che incoraggia attivamente studenti, docenti e personale a cercare lo sviluppo personale e la crescita attraverso esperienze accademiche internazionali e interculturali. Il consorzio, guidato dalla University of Iowa, è un'organizzazione no-profit impegnata nel promuovere esperienze formative internazionali, nell’ambito della gestione aziendale, nella comunicazione e nello sviluppo della leadership. I docenti e una parte degli studenti provengono principalmente da queste scuole partner.
| University of Alabama     | University of Iowa              | Purdue University               | Furman University              |
| University of Arizona     | Iowa State University           | Rutgers University              | Christopher Newport University |
| University of Arkansas    | Kansas State University         | San Diego State University      |                                |
| Brigham Young University  | University of Kansas            | University of South Carolina    |                                |
| Clemson University        | Louisiana State University      | University of Tennessee         |                                |
| University of Colorado    | University of Michigan          | Texas Tech University           |                                |
| University of Connecticut | University of Minnesota         | University of Virginia          |                                |
| University of Delaware    | University of Missouri          | Virginia Tech University        |                                |
| Florida State University  | North Carolina State University | Western Michigan University     |                                |
| University of Florida     | University of Nebraska          | West Virginia University        |                                |
| Georgia State University  | Oklahoma State University       | University of Wyoming           |                                |
| University of Georgia     | University of Oklahoma          | University of Wisconsin–Madison |                                |

## Storia
- 1985 viene costituito il CUIS il Consorzio Universitario per gli Studi Internazionali come un'organizzazione senza scopo di lucro per fornire esperienza internazionale ai professori di business ed economia. Alcuni anni più tardi nasce in Italia, fondata dal Dr. Alan H. Ringleb CIMBA, una scuola di formazione con alle spalle il consorzio di Università Americane.
- 1991 viene avviata a Pordenone la prima edizione del Master in Business Administration. Un’intuizione del Dr. Alan H. Ringleb con l’obiettivo di fornire un programma MBA internazionale unico che avrebbe aperto nuove opportunità all'estero per studenti e docenti. Il diploma viene rilasciato dalla Clemson University. Vi partecipano circa 45 studenti provenienti da Canada, Italia, Irlanda, Russia, Svezia, Slovenia, Turchia e USA
- 1992 Avviata l’edizione Part-time del MBA, in Italia, a Pordenone.
- 1993 Nasce edizione Part-time MBA a Ljubljana, Slovenia.
- 1995 CIMBA offre le prime summer classes per studenti americani a Bibione (VE)
- 1996 CIMBA si trasferisce ad Asolo, TV, Italia presso il Convento di San Pietro e Paolo ove gli studenti del Master Full-time risiedono.
- 1997 Il consorzio si amplia e CIMBA offre un programma di studi all’estero estivo per gli studenti diplomati
- 1998 La University of Kansas diventa l’Università di riferimento di CIMBA. Durante la summer session, 140 studenti frequentano i corsi presso Jesolo, VE.
- 2000 CIMBA apre il Campus a Paderno del Grappa e inaugura il suo primo programma semestrale per studenti universitari, iniziando ad espandersi oltre le materie economiche e di business per offrire corsi di giornalismo e comunicazione
- 2003 CIMBA sigla un'alleanza strategica con Kepner-Tregoe (KT), una società leader nella consulenza sui processi razionali, per infondere un efficace pensiero manageriale nei suoi programmi universitari e laureati.
- 2005 CIMBA presenta LIFE[1] (Leadership Initiative for Excellence), un workshop altamente interattivo, intenso ed esperienziale nello sviluppo della leadership basato sulle ultime ricerche nel campo delle neuroscienze.
- 2007 CIMBA ospita il primo Neuroleadership Summit e cofonda il Neuroleadership Institute
- 2008 Il[2] della University of Iowa diventa la principale università per CIMBA, ovvero l’università che rilascia il titolo finale di MBA e i crediti formativi per studenti Undergraduate
- 2018 Più di 500 studenti USA frequentano CIMBA ogni anno. Il programma ha quasi 10.000 alunni che vivono e lavorano in 44 paesi, tra cui oltre 1200 alunni MBA.

### Il Campus
Il campus CIMBA ha sede a Paderno del Grappa, in provincia di Treviso, ai piedi del Monte Grappa. Il campus si trova presso l'Istituto Filippin, un collegio italiano, che ospita studenti del programma CIMBA e studenti italiani. Il Campus si trova in una zona strategica tra Asolo e Bassano del Grappa.